# Mouna Karray
Mouna Karray, née en 1970 à Sfax, est une photographe tunisienne qui s'interroge à travers ses différents travaux sur la construction de nos identités.

## Biographie
Née en 1970, elle étudie à partir de 1989 à l'Institut supérieur d'animation culturelle de Tunis. En 1995, elle réalise à Tunis sa première exposition personnelle, Alchimère, consacrée à de vieux objets trouvés. Cette exposition lui permet de bénéficier d'une bourse de l'État japonais, et de prolonger ses études sur la photographie au Tokyo Institute of Polytechnics and Arts, dont elle sort en 2002 avec un master en média de l'image.
De retour en Tunisie en 2002, elle enseigne la photographie à l'École des arts et métiers rattachée à l'université de Gabès puis, l'année suivante, à l'École des beaux-arts rattachée à l'université de Sousse.

## Quelques travaux
La série photographique Au risque de l'identité présentée à partir de 2005 (mais commencée durant les années d'étude à Tokyo) est une série intrigante. Elle y photographie des femmes dans un lieu de vie choisi par elles et dans la pose qui leur convient, puis refait la même photographie, dans le même lieu, se glissant dans les vêtements et dans la pose de la personne photographiée. La série photographique Noir est en noir et blanc, réalisée et présentée en 2011, après la révolution. Cette série évoque l'enfermement ; elle est issue d'une scène observée dans un bus, avec un coq, porté par un homme, se débattant dans un sac en plastique. Elle s'est alors mise en scène dans un drap blanc, seule sa main sortant du drap pour actionner la prise de vue. Les photos diffèrent par les postures du corps.
Elle expose aux Rencontres africaines de la photographie à Bamako en 2007 et 2011, au Festival Photoquai en 2009 puis à Marseille-Provence 2013, dans l'exposition Ici, ailleurs. Entre 2012 et 2015, elle réalise une nouvelle série, Nobody Will Talk About Us, présentée en 2016 dans différents lieux dont la Biennale de Dakar, qui retient l'attention et intrigue à nouveau : un corps emballé dans un sac en toile blanche s'infiltre dans les paysages désertiques de la Tunisie du Sud, semblant suivre un itinéraire,,,.

#### Ouvrage
- Michèle Cohen Hadria, Trois artistes tunisiennes : Nicène Kossentini, Mouna Karray et Moufida Fedhila, Londres, KT press, 2013, 77 p. (ISBN 978-0953654192, lire en ligne).

#### Articles
- Roxana Azimi, « Dak'Art 2016 : du chaos surgit une très belle exposition internationale », Le Monde,‎ 4 mai 2016 (ISSN 0395-2037, lire en ligne, consulté le 23 février 2021).
- (en) Christine Bruckbauer, « Mouna Karray », Nafas Art Magazine,‎ avril 2010.
- Philippe Dagen, « Un Dak'Art sous le signe de la colère », Le Monde,‎ 10 mai 2016 (ISSN 0395-2037, lire en ligne, consulté le 23 février 2021).
- Jeanne Mercier, « Londres : Mouna Karray », Fisheye,‎ 21 avril 2016, p. 39 (ISSN 2267-8417, lire en ligne, consulté le 23 février 2021).
- Nicholas Michel, « L'autre, l'ailleurs et moi », Jeune Afrique,‎ 29 septembre 2009 (ISSN 1950-1285, lire en ligne, consulté le 23 février 2021).
- AFP, « Marseille : des artistes méditerranéens parlent d'exil et de liberté », Le Point,‎ 9 février 2013 (ISSN 0242-6005, lire en ligne, consulté le 23 février 2021).
- « Londres : Mouna Karray. Noir », L'Œil de la photographie,‎ 5 juin 2014 (lire en ligne, consulté le 23 février 2021).
- « Londres : Mouna Karray. Nobody Will Talk About Us », L'Œil de la photographie,‎ 21 avril 2016 (lire en ligne, consulté le 23 février 2021).